# Sana Kliniken Landkreis Biberach
Die Sana Kliniken Landkreis Biberach GmbH ist Träger des Sana Klinikums Landkreis Biberach. Bis zur Übernahme von 74,9 % der Unternehmensanteile durch die Sana Kliniken AG am 1. Januar 2013 trug die Krankenhausträgergesellschaft den Namen "Kliniken Landkreis Biberach GmbH".
Die Sana Kliniken Landkreis Biberach GmbH ist der zentrale Anbieter der stationären Patientenversorgung im Landkreis Biberach und stellt die wohnortnahe Versorgung der Bevölkerung mit einem breiten medizinischen Spektrum sicher. Das Einzugsgebiet der Kliniken ist im Wesentlichen der Landkreis Biberach mit knapp 200.000 Einwohnern.

## Struktur
Die Sana Kliniken Landkreis Biberach GmbH betreibt ein Akutkrankenhaus, das Sana Klinikum Landkreis Biberach zur medizinischen Grund- und Regelversorgung. Außerdem wird das ambulante medizinische Angebot der Sana Kliniken Landkreis Biberach GmbH durch Medizinische Versorgungszentren (MVZ) erweitert.

### Sana Klinikum Landkreis Biberach
Mit der Übernahme der Kliniken Landkreis Biberach wurde seitens der Sana Kliniken ein Medizinkonzept zur Neustrukturierung der Gesundheitsversorgung im Landkreis vorgestellt. Dieses regionale Versorgungskonzept beinhaltete den Neubau des Klinikums in Biberach als Zentralversorger. Der Klinikneubau mit einer Gesamtkubatur von 140.000 m³ entstand in knapp dreijähriger Bauzeit zwischen März 2018 und Juli 2021 im geplanten Kostenrahmen. Im Rahmen eines rund sechsstündigen Umzugs bei laufendem Klinikbetrieb am 11. September 2021 wurden insgesamt 105 Patienten in das neue Klinikum verlagert. Der Klinikneubau ist auf dem neuen Gesundheitscampus am Hauderboschen entstanden, wo sich außerdem ein Dialysezentrum, das Zentrum für Psychiatrie sowie ein Ärztezentrum mit mehreren Praxen und gesundheitsnahem Gewerbe befinden. Im Januar 2025 wurde zudem eine neue Rettungswache des Deutschen Roten Kreuzes (DRK) in Betrieb genommen.

### Sana – Medizinische Versorgungszentren
Das Sana MVZ Landkreis Biberach GmbH mit Hauptsitz in Laupheim wurde 2016 als Sana MVZ Laupheim GmbH gegründet und 2019 unter dem Namen Sana MVZ Landkreis Biberach GmbH neu firmiert. Zusätzlich wurde im März 2021 zur weiteren Stärkung der ambulanten Versorgung in der Region die Sana MVZ Stadt Biberach GmbH gegründet. Geschäftsführerin der beiden Gesellschaften ist Alena Lass. Die Praxen umfassen derzeit folgende Fachrichtungen:
- Allgemeinmedizin (Biberach)
- Chirurgie (Biberach, Laupheim und Ochsenhausen)
- Gefäßchirurgie (Biberach)
- Gastroenterologie (Biberach)
- Gynäkologie (Laupheim)
- Innere Medizin (Riedlingen)
- Orthopädie (Laupheim und Biberach)
- Pneumologie (Biberach)

## Geschichte
Die Gesellschaft Kliniken Landkreis Biberach GmbH betrieb einen Klinikverbund bestehend aus vier Krankenhäusern, drei Pflegeheimen und einer geriatrischen Klinik mit Standorten in Biberach an der Riß, Laupheim, Ochsenhausen und Riedlingen:
- Kreisklinik Biberach
- Kreisklinik Laupheim
- Bezirkskrankenhaus Ochsenhausen
- Bezirkskrankenhaus Riedlingen

Das Bezirkskrankenhaus Ochsenhausen wurde am 31. Dezember 2011, die Klinik in Riedlingen am 1. Juli 2020 geschlossen. Im Rahmen einer Anpassung des medizinischen Versorgungskonzeptes für Laupheim wurde die ehemalige Kreisklinik Laupheim im Herbst 2021 zu einem Zentrum für Älterenmedizin. Da das geplante Konzept für das Zentrum für Älterenmedizin nicht erfolgreich umgesetzt werden konnte, wurde dieses zum 31. Dezember 2022 geschlossen.

## Ein-Standort-Modell vs. Vier-Standort-Modell
Im Jahre 2007 feierte die Kreisklinik Biberach ihr hundertjähriges Bestehen. Folgende wichtige Kennzahlen wurden an den vier Standorten des Verbundes erhoben:
Kennzahlen (2006)
| Standort      | Patienten | Berechnungstage | Tage Verweildauer | Geburten                     | Betten (2007) |
| ------------- | --------- | --------------- | ----------------- | ---------------------------- | ------------- |
| Biberach      | 11.555    | 91.619          | 7,93              | 564                          | 315           |
| Ochsenhausen  | 1.470     | 13.494          | 9,18              | Geburtsabteilung geschlossen | 50            |
| Laupheim      | 4.380     | 32.043          | 7,32              | 369                          | 115           |
| Riedlingen    | 4260      | 35.354          | 8,30              | 267                          | 123           |
| Summe Verbund | 21.665    | 172.510         | 7,96              | 1200                         | 603           |

Im Februar 2010 beschrieb der Geschäftsführer der Kliniken Landkreis Biberach GmbH, Hartmut Masanek, die Situation der Häuser: „Die Häuser sind konkurrenzfähig. Wir sind medizinisch gut ausgestattet.“
Interne Kostenanalysen der Kliniken kamen im Jahre 2011 zu dem Ergebnis, dass ein Ein-Standort-Modell mit einem Neubau am Standort Biberach für 184 Mio. Euro, das bisherige Vier-Standort-Modell mit einem Investitionsaufwand von 241 Mio. Euro an vier Standorten, die bessere Alternative für die Gesundheitsvorsorge der Bürger des Landkreises sein könnte. Am 15. Mai 2012 fasste der Kreistag des Landkreises Biberach den Beschluss, ein Bieterverfahren zur Suche nach einem strategischen Partner für die Kliniken einzuleiten. Der Beratungsauftrag wurde an die Firma PricewaterhouseCoopers (PWC) vergeben. PWC ist auch die Wirtschaftsprüfungsgesellschaft der privaten, im Jahre 2011 am MDAX börsennotierten Betreibergesellschaft Rhön-Klinikum AG. Schon am 26. April 2012 war die Ankündigung bekannt, dass Fresenius plant, den Klinikkonzern Rhön-Klinikum zu übernehmen und mit Helios Kliniken zu einem Konzern zusammenführen zu wollen.
Geschäftsführer Hartmut Masanek wollte sein Arbeitsverhältnis zum 30. September 2011 beenden, verließ die Kliniken dann tatsächlich zum Vertragsende im Juni 2012. Er wechselte zur Klinik für Herzchirurgie Karlsruhe, die zur Rhön-Gruppe zählt.
Am 27. Juli 2012 beschloss der Kreistag einstimmig und ohne Diskussion ein strukturiertes Bieterverfahren für die drei verbliebenen Standorte, zusammen mit der PWC einzuleiten. An dem Bieterverfahren nahmen die Firmen Ameos, Helios Kliniken und Sana Kliniken teil. Die möglichen regionalen Partner Waldburg-Zeil Kliniken und die St. Elisabeth-Stiftung nahmen an dem Bieterverfahren nicht teil.
Am 27. November 2012 präsentierte Landrat Heiko Schmid zusammen mit den Sprechern von Helios und Sana die Angebote.
Angebote Helios Sana 2012
|                         | Helios (Variante 1) | Helios (Variante 2) | Sana                                                                                |
| ----------------------- | --- | --- | ----------------------------------------------------------------------------------- |
| Standorte               | Schließung Laupheim und Riedlingen bis 31.12.2013 | Fortführung Laupheim und Riedlingen bis max. zur Fertigstellung Neubau (31.12.2017) | Fortführung Laupheim und Riedlingen bis max. zur Fertigstellung Neubau (31.12.2017) |
| Personal                | Kündigungsschutz bis 31.12.2013, Zusätzliche Transfergesellschaft vom 01.01.2014–31.12.2015, Personalfond 17 Mio. Euro, Fortführung TVöD&ZVK, Zuschuss i. H. 1 Mio. Euro für die KLB zugewiesenen Beamten | Kündigungsschutz bis 31.12.2013, Zusätzliche Transfergesellschaft vom 01.01.2014–31.12.2015, Personalfond 17 Mio. Euro, Fortführung TVöD&ZVK, Zuschuss i. H. 1 Mio. Euro für die KLB zugewiesenen Beamten | Kündigungsschutz bis 01.01.2016, Sozialfonds von 15 Mio. Euro, Fortführung TVöD&ZVK |
| Beitrag des Landkreises | Kein Beitrag. | 22,5 Mio. Euro maximal | 15 Mio. Euro                                                                        |

Beide Unternehmen favorisieren den für weit über 100 Mio. Euro veranschlagten Neubau eines Krankenhauses in Biberach mit einer Bettenzahl von 350 bis maximal 500 Betten, auf dem neu ausgewiesenen städtischen Areal Hauderboschen, gegenüber der Bereitschaftspolizeidirektion Biberach. Die Krankenhäuser Biberach Laupheim und Riedlingen würden im Besitz des Landkreises bleiben. Sana und Helios wollten Anteile in Höhe von 74,9 % an den Kliniken erwerben, womit dem Landkreis eine Sperrminorität verbliebe. Helios kalkulierte mit einem Zuschuss des Landes Baden-Württemberg in Höhe von 40 Mio. Euro und einem symbolischen Grundstückspreis von 1,- Euro.
Am 1. Januar 2013 übernahm die Unternehmensgruppe Sana Kliniken 74,9 % der Unternehmensanteile der Kliniken Landkreis Biberach. Die Kliniken firmieren unter „Sana Kliniken Landkreis Biberach GmbH“.